# Charbonnières-les-Bains
Charbonnières-les-Bains é uma comuna francesa na Metrópole de Lyon, na região administrativa de Auvérnia-Ródano-Alpes.
Estende-se por uma área de 4,13 km². Em 2010 a comuna tinha 5 264 habitantes (densidade: 1 274,6 hab./km²).